# Rutherford (AVA)
El Rutherford AVA es un Área Vitivinícola Americana localizada dentro del Valle de Napa AVA y situada en torno a Rutherford, California. La zona es conocida por su único terroir particularmente por sus Cabernet Sauvignon. El buen drenaje del suelo de esta zona es la composición de la grava, arcilla y arena con depósitos volcánicos y sedimentos marinos del Ensamble franciscano. La denominación representa sólo 6.650 en el centro del Valle de Napa. Pese a ello, cuenta con algunas de las regiones más históricas y con bodegas de renombre a nivel mundial, tales como los Viñedos Beaulieu y la Bodega Inglenook.